# Francisco Conceição
Francisco Fernandes da Conceição (Coimbra, 2002. december 14. –) portugál válogatott labdarúgó, a Juventus játékosa.

## Pályafutása

### Klubcsapatokban
A Belenenses korosztályos csapataiban testvéreivel, Moisés és Rodrigo Conceição-val nevelkedett, majd innen igazolt a Sporting akadémiájára. 2017-ben rövid ideig megfordult a Padroense csapatánál, majd amikor a Porto menedzsere lett Sérgio Conceição, akkor ő is csatlakozott.
2020 augusztusában a Portóval profi szerződést kötött. Szeptember 13-án mutatkozott be a második csapatban a Varzim csapata ellen. 2021. január 15-én első alkalommal kapott a felnőttek között lehetőséget, amikor is a Benfica elleni bajnoki találkozón a kispadon kapott lehetőséget, majd egy hónappal később a Boavista ellen debütált. Február 17-én mutatkozott be a Juventus ellen az UEFA-bajnokok ligájában.
2022. július 21-én a holland Ajax csapatával ötéves szerződést írt alá. Augusztus 8-án góllal mutatkozott be a Jong Ajax csapatában a Telstar ellen a másodosztályban. Szeptember 3-án az első csapatban is debütált, a Cambuur ellen 4–1-re megnyert bajnoki találkozón a 61. percben Steven Bergwijn cseréjeként. 2023. szeptember 1-jén kölcsönbe visszatért a Porto csapatához. A kölcsön szerződésbe rögzítettek 10 millió eurós vételi opciót. A szezon végére meggyőzte a klubot a teljesítményével és 2024. április 23-án éltek az opciós jogukkal.
2024. augusztus 27-én a Juventushoz került kölcsönbe, és a torinói csapat végleges vásárlási opciót is szerzett a portugál középpályás játékjogára. 2025. július 22-én a klub élt opciós jogával és ötéves szerződést kötött vele.

### A válogatottban
Többszörös portugál korosztályos válogatott és a 2021-es és a 2023-as U21-es labdarúgó-Európa-bajnokságon is tagja volt az U21-es válogatottnak. 2024. március 15-én behívta a válogatottba Roberto Martínez szövetségi kapitány. Március 26-án mutatkozott be Svédország ellen csereként. 2024. május 21-én Roberto Martínez szövetségi kapitány kihirdette 26 fős Európa-bajnoki keretét, amelyben ő is szerepelt.

## Család
Apja Sérgio Conceição válogatott labdarúgó és edző. Testvérei Sérgio és Rodrigo szintén labdarúgók.

## Sikerei, díjai

### Klub
- Porto
  - Portugál bajnok: 2021–22
  - Portugál kupa: 2021–22, 2023–24

### Válogatott
- Portugália
  - UEFA Nemzetek Ligája: 2024–25